# Narsarsuk Glacier
Narsarsuk Glacier är en glaciär i Kanada.   Den ligger i territoriet Nunavut, i den nordöstra delen av landet, 3 100 km norr om huvudstaden Ottawa. Narsarsuk Glacier ligger 378 meter över havet.
Terrängen runt Narsarsuk Glacier är kuperad åt nordväst, men åt sydost är den bergig. Havet är nära Narsarsuk Glacier åt sydväst. Trakten är glest befolkad. Det finns inga samhällen i närheten.
Trakten runt Narsarsuk Glacier är permanent täckt av is och snö.